# Moscato di Sorso-Sennori
Il Moscato di Sorso-Sennori è un vino DOC la cui produzione è consentita nella città metropolitana di Sassari.

## Caratteristiche organolettiche
- colore: giallo dorato carico.
- odore: aroma caratteristico, intenso.
- sapore: dolce, pieno, fine.

## Produzione
Provincia, stagione, volume in ettolitri
- Sassari  (1990/91)  23,94
- Sassari  (1991/92)  61,68
- Sassari  (1992/93)  153,54
- Sassari  (1993/94)  128,21
- Sassari  (1994/95)  27,89